# Macrostactobia runcing
Macrostactobia runcing är en nattsländeart som beskrevs av Wells och Huisman 1992. Macrostactobia runcing ingår i släktet Macrostactobia och familjen smånattsländor. Inga underarter finns listade i Catalogue of Life.